# موسئوشی، هوکایدو
موسئوشی، هوکایدو (به لاتین: Moseushi, Hokkaido) یک منطقهٔ مسکونی در ژاپن است که در Sorachi Subprefecture واقع شده‌است. موسئوشی  ۳٬۸۴۳ نفر جمعیت دارد.